# Esgrima als Jocs Olímpics d'estiu de 1900 - Espasa amateur-professional
L'espasa amateur-professional va ser una de les proves d'esgrima disputades als Jocs Olímpics de París de 1900. En ella hi prengueren part 8 tiradors representants de 2 nacions.
Aquesta prova subratllava la posició singular de l'esgrima dins el primer moviment olímpic. A la majoria de la resta d'esports inclosos al programa els participants havien de ser afeccionats. A més, la categoria d'afeccionats es perdia quan un competia contra un professional, fins i tot quan no hi havia diners pel mig. Això no passava a l'esgrima i als professionals se'ls permetia competir als Jocs.

## Medallistes
| Or                 | Plata       | Bronze   |
| Albert Robert Ayat | Ramón Fonst | Léon Sée |

## Resultats
Aquesta prova va acollir els millors especialistes amateurs contra els millors professionals. Els quatre primers classificats de la prova d'espasa amateur i espasa professional participaven en aquesta competició. Es disputà amb el sistema de tots contra tots. La medalla d'or fou per a un professional, però les tres següents posicions foren per amateurs.
| Posició | Nom                         | Victòries | Derrotes | Categoria    |
| ------- | --------------------------- | --------- | -------- | ------------ |
| Or      | Albert Robert Ayat          | 7         | 0        | Professional |
| Plata   | Ramón Fonst                 | 6         | 1        | Amateur      |
| Bronze  | Léon Sée                    | 4         | 3        | Amateur      |
| 4       | Georges de la Falaise       | 3         | 4        | Amateur      |
| 5       | Émile Bougnol               | 2         | 5        | Professional |
| 5       | Hippolyte-Jacques Hyvernaud | 2         | 5        | Professional |
| 5       | Henri Laurent               | 2         | 5        | Professional |
| 5       | Louis Perrée                | 2         | 5        | Amateur      |